# Maesaceae
Maesaceae is de botanische naam van een familie van tweezaadlobbige planten die alleen erkend wordt volgens het APG II-systeem (2003) voor plantentaxonomie.
In het APG II-systeem behoort de familie Maesaceae tot de orde Ericales en bevat ze zo'n honderd soorten die allemaal van het geslacht Maesa zijn. Het gaat om groenblijvende lianen, maar ook bomen, die gevonden kunnen worden in regio's met een gematigd tot tropisch klimaat, specifiek in Azië, Australië en Oceanië.
Eerdere classificatiesystemen deelden de betreffende soorten in de familie Myrsinaceae in. In het APG III-systeem (2009) is de familie Maesaceae weer geschrapt, de soorten zijn nu in de familie Primulaceae ingedeeld.